# NGC 6088
NGC 6088 est une paire de galaxies relativement éloignée et située dans la constellation du Dragon. Cette paire est constituée de la galaxie lenticulaire PGC 57383 au nord (16h 10m 42,6s ; 57° 27′ 59,5″) et de la galaxie spirale PGC 57384 au sud (16h 10m 44,4s ; 57° 27′ 43,7″). Les vitesses radiales de PGC 57383 et de PGC 57384 sont respectivement égales à 9 810 ± 38 km/s et à 9 424 ± 70 km/s. Ces galaxies sont parfois désignées comme NGC 6088A et NGC 6088B ou encore comme NGC 6088 NED01 et NGC 6088 NED02, désignations non conventionnelles qui peuvent porter à confusion, car on les retrouve parfois inversées en certains endroits.
La vitesse de PGC 57383 par rapport au fond diffus cosmologique est de 9 824 ± 38 km/s, ce qui correspond à une distance de Hubble de 144,90 ± 10,1 Mpc (∼473 millions d'al) et celle de PGC 57384 est égale à 9 438 ± 70 km/s, soit une distance de Hubble égale à 139,2 ± 9,8 Mpc (∼454 millions d'al). Selon ces chiffres, ces deux galaxies pourraient constituer ou pas une paire physique de galaxies.